# John Donnellan
John F. Donnellan (* 27. März 1937 in Dunmore, County Galway) ist ein früherer irischer Sportler (Gaelic Football) und Politiker der Fine Gael.

## Biografie
Donnellan spielte zunächst Gaelic Football bei den Dunmore MacHales. 1958 gewann er mit dem Galway-County-Team die All-Ireland Junior Football Championships. Bis 1968 war er in den Senior-Teams recht erfolgreich. Er zog sich dann aus dem Sport zurück.
Mit dem Tod seines Vaters Michael 1964 trat er der Fine Gael bei. Bei der Nachwahl zum Dáil Éireann im Wahlkreis Galway East konnte er den Sitz seines Vaters 1964 erlangen. Diesen Sitz konnte er bis 1989, trotz der Wahlkreisveränderungen in Galway North-East (1969), Galway East (1977) und Galway West (1981 bis 1989), verteidigen.
Am 16. Dezember 1982 wurde er von Taoiseach Garret FitzGerald zum Staatsminister im Verkehrsministerium und zum Staatsminister für Post und Fernschreiben im Postministerium ernannt. Bei der Regierungsumbildung zum 15. Dezember 1983 wechselte er zum Staatsminister für Informationen im Sozialwesen im Sozialministerium und für den öffentlichen Gesundheitsdienst im Gesundheitsministerium. 
1989 trat er bei den Wahlen zum Dáil Éireann nicht mehr an. 

## Quelle
- Eintrag auf der Homepage des Oireachtas